# 加藤法瑛
加藤 法瑛（かとう ほうえい、1936年〈昭和11年〉1月15日 - 2009年〈平成21年〉2月8日）は、日本の政治家、真宗大谷派の僧。自由民主党所属。大阪府議会議員、大阪府議会議長 (87代)を歴任。旭日中綬章受章。位階は正五位。

## 経歴
1958年、大谷大学卒業。のちに大阪府茨木市の慈光寺の住職となる。
1991年4月、大阪府議会議員選挙茨木市選挙区 (定数3) で1位で当選。同年5月から1年間、藤井昭三副議長とともに第87代大阪府議会議長を務めた。
1995年4月、大阪府議会議員選挙茨木市選挙区 (定数3) で1位当選し、1999年4月大阪府議会議員選挙 茨木市選挙区 (定数3) で2位当選、2007年12月大阪府選挙管理委員会委員に選挙された。
2009年2月 死去。

## 不祥事
セクハラ
後援会事務所の就職面談の際に女性が加藤からセクハラを受けたとして提訴された。一審ではセクハラが認定されなかったが、控訴審では認定され賠償金の支払いが命じられた。

## 栄典
- 死没日付をもって叙正五位、旭日中綬章を受章[2]